# Thermo-hygromètre
Un Thermo-hygromètre désigne un matériel électronique mesurant à la fois la température  (généralement en °C) et l'humidité relative (en % du seuil de saturation). La mesure se fait au moyen de sondes adaptées, éventuellement à distance. 

## Capacités
L'appareil affiche généralement les valeurs instantanées, des valeurs Min/Max. Il dispose généralement d'une mémoire, de la possibilité de programmer le pas de temps des mesures, de systèmes d'alerte (point de rosée, dépassement d'un seuil programmable). Un logiciel associé permet généralement d'afficher les courbes sur un écran ou de les imprimer sur papier.
Les appareils de dernière génération mesurent à distance ces deux paramètres sur une surface délimitée par un carré ou un point matérialisé par un rayon laser émis par l'appareil tenu à la main.

## Utilisation
Ces appareils ont un large champ d'application allant de mesures industrielles classiques, à des contrôles agro-alimentaire, en passant par la mesure de la teneur en humidité du bois ou d'autres matériaux (via des pointes électrodes). Ils peuvent aussi être utilisés pour la mesure du confort intérieur (une des cibles de la HQE), le risque sanitaire (conditions d'apparition de moisissures ou autres pathogènes), le risque de verglas ou de condensation indésirable (point de rosée/givre), pour la mesure des conditions environnementales d'espèces animales ou végétales sensibles, etc.

### La mesure de composantes de l'environnement
La mesure de la température et de l'humidité ambiante localisée est une utilisation plus récente et encore rare de ce matériel. Toutes les espèces ont un optimum thermo-hygrométrique qui peut être perturbé par une déshydratation anormale de l'air, ou au contraire une hygrométrie relative anormalement élevée, et la teneur en eau de l'air à une certaine pression atmosphérique est liée à sa température (plus l'air est chaud, plus il peut contenir d'eau avant que celle-ci n'atteigne son point de condensation).
L'une des cibles de l'architecture HQE est ainsi consacrée au confort intérieur, lié à la qualité notamment thermohygrométrique de l'air. Un des moyens de l'améliorer est l'utilisation conjointe de matériaux respirant qui tamponnent l'excès d'humidité et de plantes vertes, qui par leur évapotranspiration réhumidifient l'air.
Toujours dans le champ de l'environnement, les corridors biologiques sont, pour certaines espèces, déterminés par d'invisibles continuums thermo-hygrométriques, qu'il convient de pouvoir détecter ou étudier pour les protéger ou restaurer. Par exemple, les chauves-souris pour hiberner ou pour leurs gîtes d'été, des poussins ou des nourrissons en couveuse nécessitent des conditions thermo-hygrométriques particulières qu'un thermo-hygromètre peut mesurer.  

## Maintenance
Certains capteurs perdent de leur précision en vieillissant. Ils doivent être périodiquement vérifiés et étalonnés.